# Remigio de Reims
Remigio de Reims (en francés: Remi de Reims) (c. 437 - 13 de enero de 533) es un santo de la Iglesia católica, obispo de Reims durante 70 años y apóstol de los francos, considerado como el precursor del cristianismo en Francia al bautizar a Clodoveo I, el primer rey de los francos convertido al cristianismo, y ser su confesor.
Remigio es uno de los patronos católicos secundarios de Francia, como san Martín de Tours, san Dionisio de París, santa Juana de Arco y santa Teresa de Lisieux.

## Biografía
Según la tradición, Remigio nació en el sitio de Cerny-en-Laonnois, cerca de la ciudad de Laon hacia el año 437 en una familia de la alta sociedad Galo Romana. También se afirma que fue hijo de Emilio, conde de Laon, y de santa Celina, hija del obispo de Soissons, pero ese Emilio no está atestiguado en parte alguna ni podía llevar ese título, que es anacrónico. 
Desde muy temprana edad fue considerado uno de los mejores oradores de su época. Estudió literatura, se ordenó sacerdote y a los 22 años fue elegido obispo de Reims; su hermano Principius ya era obispo de Soissons, y ambos sostuvieron correspondencia con el gran poeta cristiano Sidonio Apolinar.

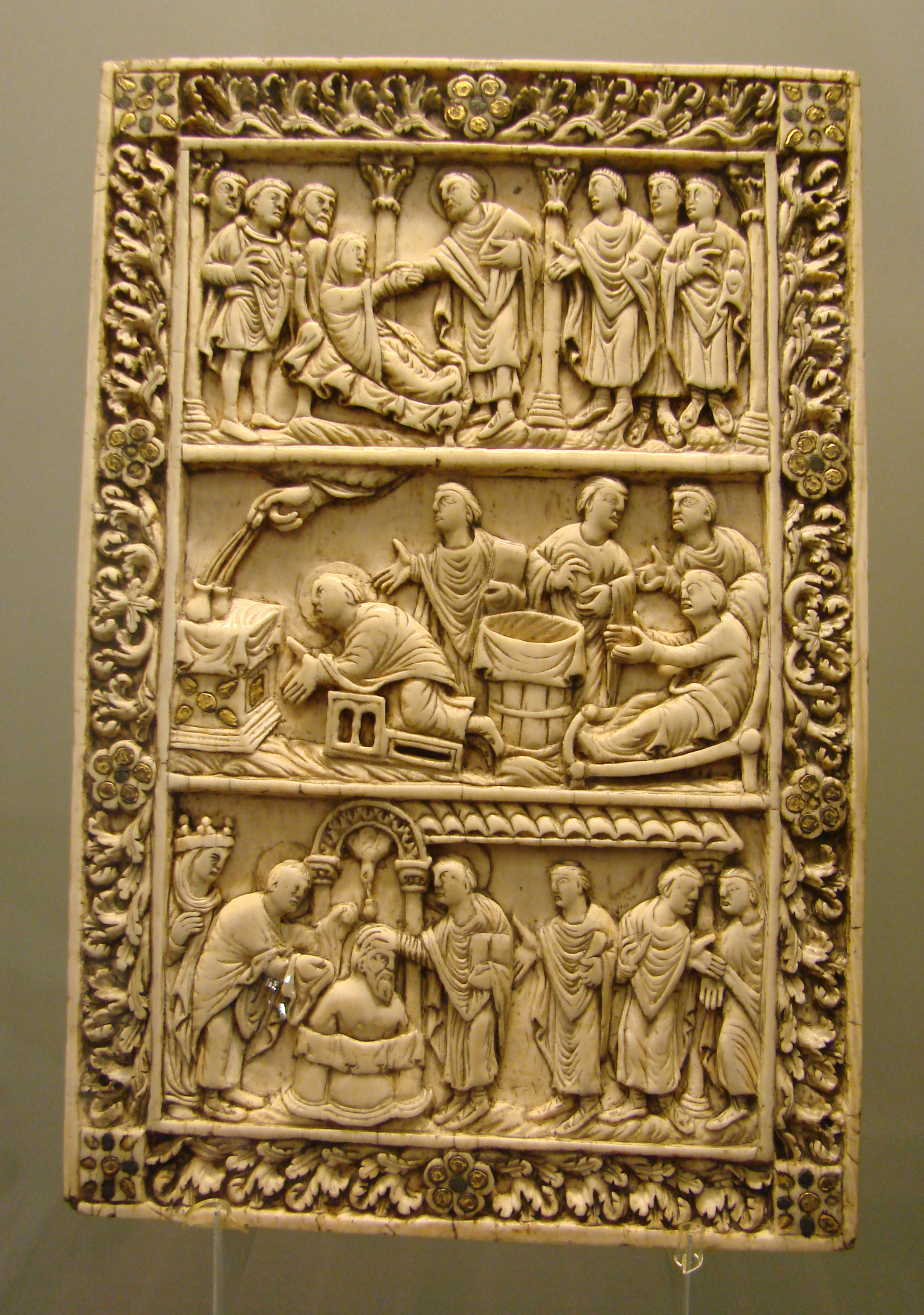
Placa de relieve en marfil, Reims, último cuarto del. Escenas de la vida de San Remigio de Reims en el Museo de Picardía

Tras el matrimonio de Clodoveo I, rey de los francos salios, con Clotilde, ella le insistió en convertirlo al catolicismo, pero no accedió a su consejo hasta que, durante la batalla de Tolbiac contra los alamanes (496) decidió invocar a Cristo y obtuvo la victoria. El 25 de diciembre de un año comprendido entre 496 y 506, el rey y 3000 guerreros francos de su ejército fueron bautizados por Remigio, dando inicio a la tradición católica de la monarquía francesa y obteniendo el apoyo del clero para la expansión de su reino; a partir de Enrique I en 1027, todos los reyes de Francia fueron consagrados en Reims (salvo Luis VI, Enrique IV y Luis XVIII). Aunque la tradición asegura que buena parte del mérito de la conversión se debió a Remigio, la biografía de San Vedasto de Arrás (más conocido como Gastón de Arrás) afirma que también contribuyó este personaje a la conversión; pero Gregorio de Tours no lo menciona.
Según una tradición, al faltar el santo óleo para ungir el bautismo del rey, un ángel apareció en forma de paloma y se transformó en una ampolla de santo óleo que desde entonces se utilizó para ungir a los reyes de Francia, y San Remigio pronunció una célebre frase: «Courbe la tête, fier Sicambre, abaisse humblement ton cou. Adore ce que tu as brûlé et brûle ce que tu as adoré», esto es: "Inclina la cabeza, fiero sicambrio, baja humildemente tu cuello. Adora lo que has quemado y quema lo que has adorado". Clodoveo I le concedió varias tierras donde Remigio ordenó consagrar varias iglesias. No asistió a ningún concilio francés y se hizo representar en el de Orleáns de 511.
Remigio fue enterrado en la pequeña iglesia de Saint-Christophe o San Cristóbal, hoy actual basílica de Saint-Remi. En 852, Hincmar, autor también de la principal de sus biografías, procedió a reunir sus reliquias, de las que llevó una parte mínima a Sainte-Marie de Reims. La caja se llevó a Épernay al abrigo de las invasiones normandas en 882 y fue devuelta solemnemente en junio de 883 a Sainte-Marie. En 900, el arzobispo Hervé devolvió las reliquias a Saint-Remi, donde fueron veneradas hasta la Revolución Francesa. El cuerpo del santo se conservó intacto.
La fiesta de San Remigio se celebra en Francia el 15 de enero y el 13 en el martirologio romano. En la diócesis de Reims, se festeja el uno de octubre conforme a una tradición local que se remonta al fin del siglo VI.o

## Escritos
Sus cultas Declamaciones fueron admiradas por Sidonio Apolinar en una carta a Remigio elegantemente escrita (lib. IX,7) pero se han perdido. Perduran cuatro Epístolas: una contiene su defensa sobre el tema de Claudius; dos fueron dirigidas a Clodoveo I y una cuarta al obispo de Tongres.
- Le Grand testament de saint Remi es probablemente apócrifo. De él existen numerosas versiones, y las más largas son anacrónicas, pero ha sido probado como indiscutiblemente auténtico por el abad Dessailly de la Academia de Reims.
- Le petit testament, contenido en ciertos manuscritos de la Vita Remigii de Hincmar, es auténtico.
- Una vita corta, la Vita brevis, anterior a Hincmar, ha sido atribuida algunas veces a Venancio Fortunato (Venantius Fortunatus).
- Una carta que felicita al papa Hormisdas por su elección en 523 es apócrifa.
- La carta en la que el papa Hormisdas parece haberlo nombrado vicario del reino de Clodoveo I ha sido denunciada como falsa. Se cree que se trata de un intento del obispo Hincmar de Reims para fundamentar sus pretensiones de elevar a la Catedral de Reims a primada de Francia.
- Un comentario a las Epístolas paulinas editado por Villalpandus en 1699 no se le puede atribuir, pues es de otro Remigio, obispo de Auxerre.